# Diogo Antônio Feijó
Diogo Antônio Feijó (San Paolo, 1784 – 1853) è stato un politico brasiliano.
Sacerdote (dal 1807) di pensiero liberale, fu deputato dal 1826 al 1833 e ministro della giustizia dal 1831 al 1832.
Divenuto senatore nel 1833, fu nominato nel 1835 reggente dello Stato per Pietro II del Brasile e tale rimase fino alle sue dimissioni nel 1837.